# Eduardo Iturrizaga
Eduardo Patricio Iturrizaga Bonelli (1 de noviembre de 1989) es un jugador de ajedrez español aunque nacido en Venezuela que tiene el título de Gran Maestro Internacional desde 2008. En el ranking Elo de la FIDE de julio de 2015, tenía un Elo de 2625 puntos, lo que le convertía en el jugador número 1 (en activo) de Venezuela. En el año 2021 obtuvo la nacionalidad española, federación a la que comenzaría a representar y de la que sería ese mismo año campeón tanto en modalidad clásica como rápida. Su máximo Elo fue de 2660 puntos en la lista de agosto de 2013.

## Resultados destacados en competición
Iturrizaga ha sido cuatro veces consecutivas campeón absoluto de Venezuela entre 2005 y 2008. En 2009 fue campeón en los torneos abiertos de Benidorm y Balaguer, y en 2010 en Dubái y Collado Villalba. En junio de 2010 fue campeón del abierto 'Villa de Santa Coloma de Queralt', y en julio de 2010 fue tercero en el abierto de Barberá del Vallés (el campeón fue Lázaro Bruzón Batista). En 2011 fue el ganador absoluto del Circuito Catalán. En junio de 2013 fue tercero en el campeonato zonal, lo que significó la clasificación para la Copa Mundial de 2013 donde fue eliminado en la primera ronda al perder ante Alexander Onischuk. Ese mismo año ganó el abierto 'Villa de Benasque' con 8½ puntos de 10, los mismos puntos que Maxim Rodshtein y Aleksander Delchev pero con mejor desempate.
Iturrizaga ha participado, representando a Venezuela, en seis Olimpiadas de ajedrez entre los años 2004 y 2014 (cuatro veces como primer tablero), con un resultado de (+28 -12 =18), con un 63,8% de la puntuación. Su mejor resultado lo consiguió en las Olimpiada de 2006 con 8½ de 11 (+7 -1 =3), el 77,3% de la puntuación, los que indicó una performance de 2608 y le permitió conseguir la medalla de bronce individual del segundo tablero. En 2020 se coronó Campeón al ganar la final del I Torneo Iberoamericano on line de Ajedrez relámpago o Blitz al gran maestro brasileño Luis Paulo Supi (+5 -3 =3).
Desde enero de 2021 Iturrizaga representa a España en las competiciones donde se presente.
Ese año también consiguió Iturrizaga revalidar su triunfo en el torneo Iberoamericano tras vencer en la final a Jaime Santos Latasa consiguiendo así una plaza para el Meltwater Champions Chess Tour y para el Torneo San Fermin Internacional donde competiría con los mejores jugadores del mundo incluido el campeón mundial Magnus Carlsen. Posteriormente, en agosto de 2021 consiguió el título de campeón de España en modalidad clásica y en modalidad rápida en su primera participación. En agosto de 2022, revalidó su título de campeón de España absoluto en ajedrez clásico y en ajedrez relámpago.